# Spotkanie na Atlantyku
Spotkanie na Atlantyku – polski film psychologiczny z 1980 roku.
Film nakręcono na statku pasażerskim TSS Stefan Batory.

## Obsada
- Teresa Budzisz-Krzyżanowska – Magda, partnerka Nowaka
- Ignacy Gogolewski – profesor Nowak
- Marek Walczewski – Walter
- Małgorzata Niemirska – Irena
- Feliks Parnell – pan Józef, emigrant wracający do Polski
- Marek Lewandowski – Zbyszek
- Wacław Ulewicz – ksiądz
- Jerzy Braszka – steward
- Gustaw Lutkiewicz – ochmistrz

Podczas kręcenia filmu zmarł aktor Feliks Parnell, zaś jego kwestie nagrał następnie w trakcie postprodukcji Leszek Kubanek.

## Fabuła
Transatlantyk wraca ze Stanów Zjednoczonych do Polski Na statku są: profesor Nowak – wykładowca, jego partnerka Magda, piosenkarka Irena zakochana w Zbyszku, ksiądz opiekujący się starym emigrantem i tajemniczy mężczyzna – Walter. Profesorowi wydaje się, że już go kiedyś widział i czuje się wobec niego winny. Walter prowokuje go i prowadzi tajemniczą grę.